# Kyoko Kuroda
Kyoko Kuroda (黒田 今日子 Kuroda Kyōko?), född 8 maj 1969, är en japansk tidigare fotbollsspelare.
Kyoko Kuroda debuterade för japans landslag den 12 januari 1989 i en 0–1-förlust mot Finland. Hon spelade 21 landskamper för det japanska landslaget. Hon deltog bland annat i fotbolls-VM 1991.